# Hans Heinrich Brunner
Hans Heinrich Brunner (* 24. August 1918 in Obstalden GL; † 28. November 1987 in Zürich) war ein reformierter Schweizer Theologe.

## Leben und Wirken

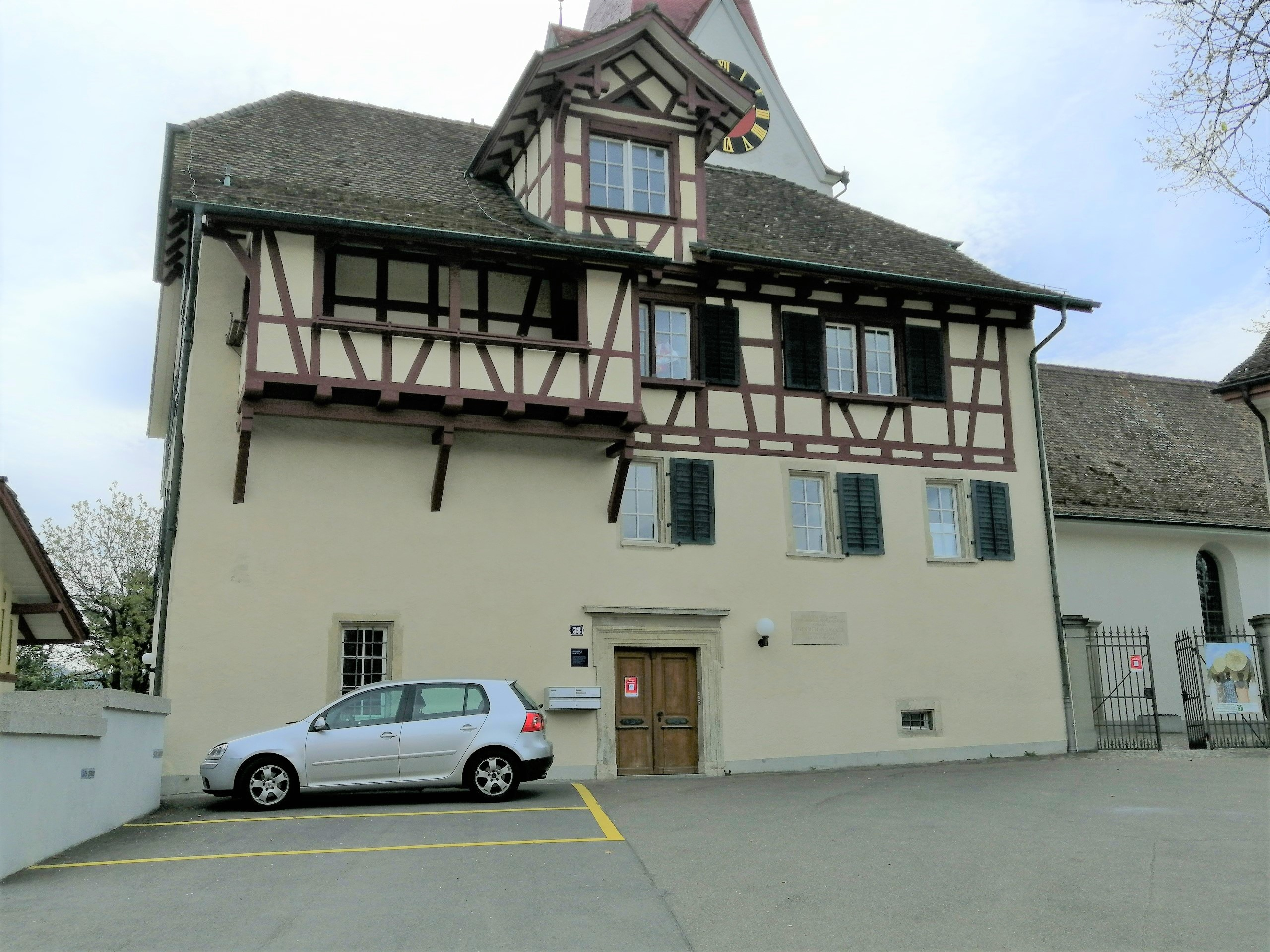
Ref. Pfarrhaus und Kirche Höngg, 1959–1984 Wirkungsort von Hans Heinrich Brunner

Brunner, der älteste Sohn des Pfarrers und späteren Professors Emil Brunner, studierte ab 1937 Evangelische Theologie an den Universitäten Zürich, Basel und Genf. 1943 wurde er Assistent des Generalsekretärs des in der Gründung befindlichen Ökumenischen Rats der Kirchen und organisierte die zwischenkirchliche Hilfe für die Nachkriegszeit. Nach der Promotion zum Dr. theol. 1947 in New York City wurde er 1948 Pfarrer in Marthalen. Hier heiratete er 1950 Lilo Gutekunst. 
Von 1954 bis 1959 arbeitete er als Studentenpfarrer in Zürich. Anschliessend war er bis zur Pensionierung 1984 Pfarrer in Zürich-Höngg und Chefredaktor des Kirchenboten für den Kanton Zürich, in dem er viele Beiträge zu kirchlichen Zeitfragen veröffentlichte. Eine Sammlung seiner Texte zur Zeit wurde 1975 mit dem Literaturpreis des Kantons Zürich ausgezeichnet. Zu seinen erfolgreichen Büchern zählt ferner Kirche ohne Illusionen, das den Schweizer Landeskirchen den Weg in die Existenz der Diaspora weisen wollte.  
Brunner war Mitglied der Zürcher Kirchensynode und der sozialen Kommission des Schweizerischen Evangelischen Kirchenbundes. 
Er fand seine letzte Ruhestätte auf dem Zürcher Friedhof Hönggerberg. Seine Grabstätte wurde aufgehoben. 

## Schriften (Auswahl)
- Mein Vater und sein Aeltester. Emil Brunner in seiner und meiner Zeit. Theologischer Verlag, Zürich 1986.
- Kirche für alle. TVZ, Zürich 1976.
- Texte zur Zeit. Beispiele evangelischer Publizistik. TVZ, Zürich 1975.
- Kirche ohne Illusionen. Zwingli, Zürich 1968, ²1969.
- Kann man heute noch Christ sein? Ein evangelisches Laienbrevier. Zwingli, Zürich 1963.
  - Niederländisch: Kan men vandaag nog Christen zijn? Boekencentrum, ’s-Gravenhage 1967.
- Vierundzwanzig beliebte Redensarten. Zwingli, Zürich 1953, ³1956.
  - Norwegisch: Ingen unnskyldning: Svar på aktuelle innvendinger mot kristendommen. Filadelfia, Oslo 1954.